# These Days (singolo Bon Jovi)
These Days è una canzone dei Bon Jovi, scritta da Jon Bon Jovi e Richie Sambora. È stata estratta come quarto singolo dal sesto ed eponimo album in studio del gruppo, These Days, nel febbraio del 1996. Ha raggiunto la posizione numero 7 della Official Singles Chart nel Regno Unito e la numero 38 delle classifiche in Australia.

## Informazioni sulla canzone
La canzone è l'esempio lampante dei toni più oscuri e cupi che i Bon Jovi vollero dare ai brani dell'album These Days. Il testo tratta della perdita d'innocenza, del vagabondaggio e delle difficoltà nell'intraprendere relazioni sociali nell'epoca moderna. Più specificamente, si fa riferimento alle persone che cercano di essere capite per poter realizzare i propri sogni.
Nel corso del 2007-2008, durante il Lost Highway Tour, il chitarrista Richie Sambora ha spesso cantato These Days dal vivo, facendo riferimento alle difficoltà che aveva passato in quel periodo.

## Video musicale
Il video musicale della canzone è stato girato durante il These Days Tour e mostra i Bon Jovi impegnati in giro per il mondo, sul palco e in momenti di intimità. Vengono mostrate diverse immagini provenienti dall'esibizione tenuta al Wembley Stadium il 25 giugno 1995, da cui è stato tratto il video concerto Live from London.
Alla fine di Live from London, dopo i titoli di coda, è presente come bonus una versione alternativa del video che raccoglie alcune immagini dietro le quinte del gruppo.

## Tracce
CD promozionale
1. These Days (versione ridotta) – 4:31 (Jon Bon Jovi, Richie Sambora)
2. These Days – 6:25(Bon Jovi, Sambora)

45 giri
1. These Days (versione ridotta) – 4:24 (Bon Jovi, Sambora)
2. 634-5789 – 3:08 (Steve Cropper, Eddie Floyd)

Maxi singolo
1. These Days (versione ridotta) – 4:31 (Bon Jovi, Sambora)
2. (It's Hard) Letting You Go(Live) – 6:45 (Bon Jovi)
3. Rockin' in the Free World (Live) – 5:50 (Neil Young)
4. Helter Skelter (Live) – 3:20 (Lennon-McCartney)
5. Hey God (Live) – 7:16 (Bon Jovi, Sambora)
6. These Days (Live) – 5:57 (Bon Jovi, Sambora)

Le tracce dal vivo sono state registrate al Johannesburg Stadium, in Sudafrica, il 1º dicembre 1995.

## Classifiche
| Classifica (1996) | Posizione massima |
| ----------------- | ----------------- |
| Australia         | 38                |
| Europa            | 40                |
| Germania          | 61                |
| Irlanda           | 22                |
| Paesi Bassi       | 45                |
| Regno Unito       | 7                 |
| Svizzera          | 31                |